# Фарук I
Фарук I (на арабски: فاروق الأول, Fārūq al-Awwal) (11 февруари 1920 – 18 март 1965) е 10-ият управник от династията на Мохамед Али и предпоследен крал на Египет и Судан, наследявайки баща си Фуад I, през 1936 г.
Пълната му титулатура е „Негово Величество Фарук I, по волята на Бог, цар на Египет и Судан, владетел на Нубия, на Кордофан и на Дарфур.“ Свален е от престола по време на юлската революция от 1952 и принуден да абдикира в полза на по-малкия си син Ахмед Фуад, който го наследява като Цар Фуад II. Фарук I умира в изгнание в Италия.
Негова сестра е Принцеса Фаузия Фуад, първа съпруга и кралска консорта на шаха на Иран Мохамед Реза Пахлави.
|  | Тази страница частично или изцяло представлява превод на страницата Farouk of Egypt в Уикипедия на английски. Оригиналният текст, както и този превод, са защитени от Лиценза „Криейтив Комънс – Признание – Споделяне на споделеното“, а за съдържание, създадено преди юни 2009 година – от Лиценза за свободна документация на ГНУ. Прегледайте историята на редакциите на оригиналната страница, както и на преводната страница, за да видите списъка на съавторите. ВАЖНО: Този шаблон се отнася единствено до авторските права върху съдържанието на статията. Добавянето му не отменя изискването да се посочват конкретни източници на твърденията, които да бъдат благонадеждни. |